# Wpływ soli na zdrowie

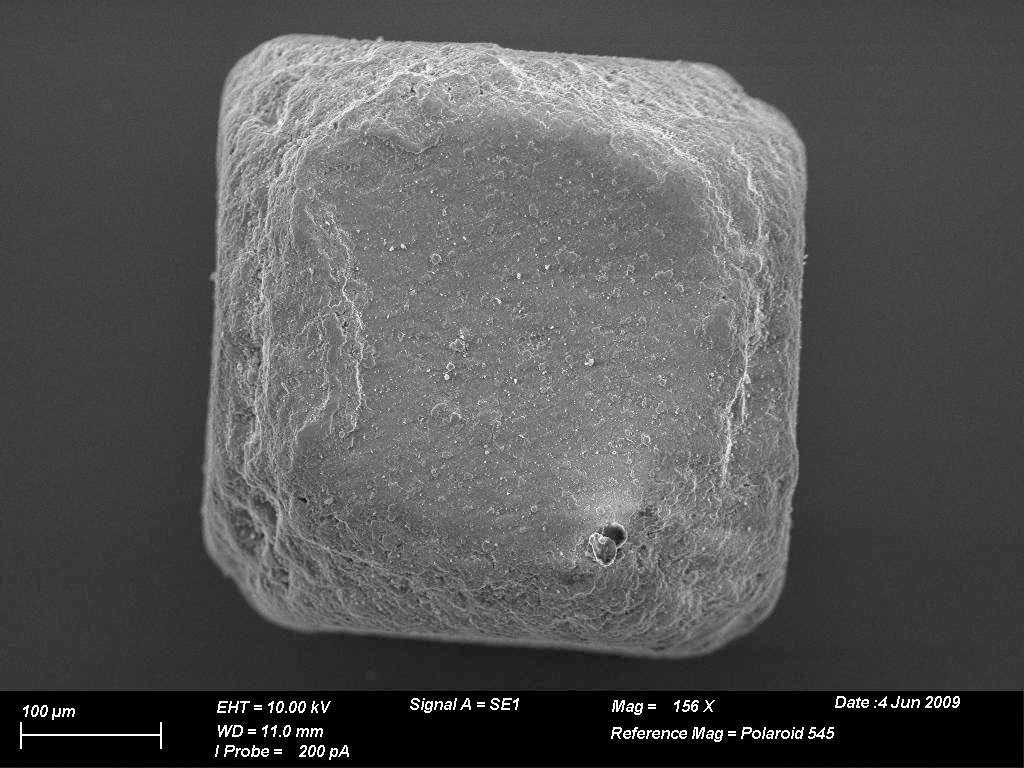
Kryształ chlorku sodu pod mikroskopem.

Wpływ soli na zdrowie związany jest przede wszystkim z negatywnymi i pozytywnymi aspektami działania chlorku sodu znajdującego się w soli kuchennej. Sód jako pierwiastek jest niezbędny w organizmie człowieka. Przy jego udziale regulowane są m.in. objętość płynów ustrojowych, równowaga kwasowo-zasadowa oraz normalne funkcjonowanie komórek. Mimo iż sód jest kluczowym składnikiem, jego dzienne zapotrzebowanie wynosi jedynie 0,2–0,5 g/dzień, a według WHO spożycie powyżej 2 g/dzień może wywoływać negatywne skutki. To właśnie nadmierne spożycie sodu (najczęściej dostarczanego w soli) uznaje się za szkodliwe dla zdrowia, gdyż prowadzi do nadciśnienia, którego następstwami są poważne choroby układu sercowo-naczyniowego. Szacuje się, że rocznie nawet 1,65 mln osób umiera z powodu wysokiego spożycia sodu, z czego około 17 tys. przypada na Polskę. Wiele badań wiąże ze spożyciem sodu także inne schorzenia np. układu trawienia, w tym nowotwory żołądka, choroby nerek czy osteoporozę.

## Sód a sól
Obecnie przeważająca część spożywanego przez ludzi sodu pochodzi z soli kuchennej używanej bezpośrednio do przyprawiania potraw bądź dodawanej do produktów spożywczych jako konserwant.
W praktyce używa się wymiennie określeń dotyczących problemu „nadmiernego spożycia sodu” i „nadmiernego spożycia soli”, co czasami może prowadzić do nieporozumień. Wynika to z faktu, że głównym źródłem sodu w naszej diecie są właśnie sole spożywcze, m.in. sól kuchenna, sól morska czy sól himalajska. Wszystkie one składają się w przeważającej części (co najmniej 95%) z chlorku sodu, NaCl. Tylko tzw. sole dietetyczne czy niesodowe sole kuchenne z dodatkiem chlorków potasu i innych pierwiastków zawierają 70% lub mniej chlorku sodu. Ich stosowanie wiąże się jednak z gorszymi walorami smakowymi oraz gorzkim posmakiem. Biorąc pod uwagę masę molową poszczególnych pierwiastków, można wyliczyć, że sód stanowi ok. 40% soli kuchennej, co oznacza, że w 1 g soli jest 0.4 g sodu.
| 5 g soli = 2 g sodu = 87 mmol sodu |
| ---------------------------------- |

## Rola sodu w organizmie
Sód to jeden z pierwiastków odpowiadających za poprawne funkcjonowanie ludzkiego organizmu. Potwierdza to choćby fakt, iż ewolucja zaadaptowała jeden z wyczuwanych przez ludzi smaków – słony – i zarezerwowała go przede wszystkim do produktów zawierających sód. Jednocześnie wykształciły się mechanizmy regulujące szczególny apetyt na słony smak, by zapewnić regularną podaż tego pierwiastka. Kation sodu jest jednym z głównych elektrolitów obecnych w przestrzeniach poza- i międzykomórkowych i jako taki bierze udział w wielu procesach fizjologicznych. Po pierwsze, sód przy współudziale potasu kontroluje potencjał na błonach komórkowych, co umożliwia transport różnych molekuł do komórek oraz z ich wnętrza. Potas jest głównym kationem wewnątrz komórki, a sód poza nią. Różnica stężeń pomiędzy nimi tworzy tzw. potencjał błony komórkowej, który regulowany jest przez pompy jonowe, w szczególności Na+/K+ ATPazy. Aktywność tych pomp jest odpowiedzialna za ok. 20–40% energii zużywanej przez człowieka w spoczynku. Dzięki regulowaniu potencjału błony komórkowej możliwe jest przesyłanie impulsów nerwowych, skurcz mięśni oraz funkcjonowanie serca.
Po drugie, sód jest potrzebny do wchłaniania chloru, aminokwasów, glukozy czy wody w jelicie cienkim, a także do ponownej absorpcji wyżej wymienionych w nerkach.
Po trzecie, sód jest głównym determinantem objętości płynów pozakomórkowych, w tym krwi. Tym samym wiele mechanizmów fizjologicznych, które regulują np. ciśnienie krwi, opartych jest na dostosowywaniu stężenia sodu. Mówiąc ogólnie, zatrzymywanie sodu związane jest z zatrzymywaniem wody, zwiększeniem objętości krwi i podwyższeniem ciśnienia, a wydalanie sodu – z odwrotnymi efektami. Osiąga się to przez złożony system regulacyjny, na który składają się trzy podstawowe mechanizmy funkcjonujące przede wszystkim w ramach układu nefrologicznego: system renina-angiotensyna-aldosteron, hormon antydiuretyczny i system dopaminergiczny.
Sód bierze zatem udział w wielorakich procesach fizjologicznych, a jego stężenie w organizmie jest wypadkową współdziałania licznych czynników i mechanizmów regulujących. Oznacza to, że jego niedobór może wiązać się z poważnymi konsekwencjami dla całego organizmu. Ostry niedobór sodu określany jest jako hiponatremia i dotyczy sytuacji, gdy stężenie Na spada poniżej ([Na+]) <136 mmol/litr (mM). Taki stan może wynikać bądź z przyswojenia dużej ilości wody (tak działa zatrucie wodą), bądź z nagłej utraty sodu (np. przez wymioty). Nawet bardzo restrykcyjne diety niskosodowe niezwykle rzadko powodują hyponatremię, gdyż nerki mają wybitne zdolności w równoważeniu poziomu wody w organizmie i spożytego sodu. Najczęściej dolegliwość ta dotyczy osób wystawionych na ekstremalny i nienaturalny wysiłek fizyczny, taki jak np. maraton, kilkunastogodzinne treningi sportowe itp.

## Spożycie sodu

### Nadmierne spożycie sodu
Szacuje się, że potrzebna dawka sodu zawiera się w przedziale 0,2–0,5 g/dzień. Ludzie, tak jak inne ssaki, przez miliony lat spożywali około 0,25 g sodu dziennie. Najbardziej gruntowna analiza dotycząca światowego spożycia soli została dotychczas przeprowadzona przez Global Burden of Diseases Nutrition and Chronic Diseases Expert Group. Uwzględniono w niej wszystkie dostępne dane z lat 1990–2010 oparte na całodobowym badaniu stężenia sodu w moczu, co jest najbardziej wiarygodną metodą pomiaru. Oszacowanie średniego światowego spożycia sodu wynosi około 3.95 g/d. Mimo różnic geograficznych, nie zidentyfikowano żadnej populacji lub obszaru, na którym nie przekroczono by rekomendowanych poziomów spożycia sodu. Dodatkowo, w ciągu dwudziestu lat zaobserwowano wzrost globalnego dziennego stężenia sodu o około 3%.

### Struktura spożycia
W większości krajów wysoko rozwiniętych głównym źródłem sodu w diecie jest żywność przetworzona – stamtąd pochodzi ponad 75% całkowitego spożycia tego pierwiastka w społeczeństwach. Przyprawy i naturalnie występujący sód w żywności odpowiadają za niewiele więcej niż po 10% spożycia. Powyższe dane wskazują, że należy dotrzeć przede wszystkim do producentów żywności, by w jak najwyższym stopniu ograniczyć wykorzystanie soli jako konserwantu lub w innych celach (zwłaszcza w żywności przetworzonej).

### Spożycie w Polsce
Podstawową jednostką odpowiedzialną za monitorowanie poziomu spożycia sodu w Polsce jest Instytut Żywności i Żywienia (IŻŻ), który jednak nie publikuje corocznych informacji na ten temat. Ostatni dostępny raport z roku 2010 mówi o spożyciu na poziomie 4.6 g sodu/dzień. Niestety, oszacowania IŻŻ, głównie ze względu na ograniczenia finansowe, opierają się na niedoskonałej metodologii, polegającej na określeniu spożycia indywidualnego przy pomocy analizy budżetów gospodarstw domowych oraz całkowitej sprzedaży soli kuchennej w Polsce. Z tego względu, z naukowego punktu widzenia, jedyne wiarygodne źródło danych na ten temat pochodzi z raportu INTERSALT z 1988 roku. Przebadano wówczas 400 osób w Krakowie i Warszawie z wykorzystaniem całodobowej analizy moczu. Z raportu wynika, iż spożycie sodu oscylowało na poziomie około 4.3 g/d, co odpowiada mniej więcej 11 g soli dziennie. Biorąc pod uwagę przełom ekonomiczno-społeczny na początku lat 90. i brak rzeczywistych działań w kierunku redukcji spożycia sodu w Polsce, jest niemal pewne, że obecne spożycie jest zdecydowanie wyższe.

## Wpływ nadmiernego spożycia sodu na zdrowie
Problem negatywnych efektów zdrowotnych związanych z nadmiernym spożyciem sodu obecny jest w literaturze naukowej od kilkudziesięciu lat, a w związku z tym dostępne są setki badań i publikacji na ten temat, które czasami nie przedstawiają spójnych i jednoznacznych wniosków. Z tego powodu, by ustalić faktyczne zależności fizjologiczne, należy uwzględnić i zestawić ze sobą całą dostępną wiedzę i uważać, by nie opierać się na wybiórczych analizach. Badania różnią się też znacząco pod względem stosowanych metodologii, w szczególności w odniesieniu do pomiaru dziennego spożycia sodu. Najdokładniejsze jest całodobowe badanie moczu, ale w wielu publikacjach wykorzystano łatwiejsze metody, ryzykując przy tym uzyskanie mniej wiarygodnych wyników. Należy także bardzo uważnie kontrolować wszystkie inne znane czynniki, które mogą fałszywie sugerować nadmierne występowanie sodu w organizmie, takie jak potas, otyłość czy stosowanie używek. Kolejną istotną kwestią metodologiczną jest tzw. odwrócona przyczynowość. Na przykład jeżeli prawdą jest, iż nadmierne spożycie sodu zwiększa ryzyko wystąpienia chorób serca, osoby szczególnie narażone na te dolegliwości z innych względów będą celowo ograniczać spożycie sodu. Zatem w badaniach obserwacyjnych (nierandomizowanych) takie jednostki doprowadzą do zafałszowania faktycznego związku sodu i ryzyka wystąpienia choroby serca. Te kwestie sprawiają, że ustalenie jednoznacznych efektów nadmiernego spożycia sodu na zdrowie wymaga bardzo rozległych, dobrze zaplanowanych i długich badań. Dyskusja dotycząca wpływu sodu na zdrowie jest wciąż żywa ze względu na przedstawione wyżej trudności metodologiczne.
Nie zmienia to faktu, że z uwagi na bardzo wysokie średnie spożycie sodu na świecie, zauważalne są wspólne wysiłki organizacji i krajów, by ograniczać występowanie tego pierwiastka w łatwo dostępnych produktach.
Zakres skutków spożywania sodu można podzielić przede wszystkim na dwie grupy: związane z układem sercowo-naczyniowym oraz pozostałe.

### Wpływ na układ sercowo-naczyniowy
Głównym mechanizmem szkodliwego wpływu sodu na zdrowie jest fakt, iż podnosi on ciśnienie krwi, co może prowadzić do nadciśnienia, które natomiast znacząco zwiększa ryzyko wystąpienia poważnych chorób sercowo-naczyniowych.
Metaanalizy wszystkich wiarygodnych badań obserwacyjnych wśród osób zdrowych potwierdzają, że stopniowe zmniejszanie spożycia sodu do poziomu 2.3 g/d ma bezsprzecznie pozytywny wpływ na zdrowie. Nie istnieją natomiast dostateczne dowody na to, by obniżanie konsumpcji sodu poniżej 2.3 g/d było korzystne. Należy liczyć się za to z przesłankami, aby w przypadku specyficznych subpopulacji (np. cukrzyków) zalecać utrzymywanie tej dawki, a nie jej obniżanie.

#### Związek z ciśnieniem krwi
Wpływ spożywanego sodu na ciśnienie krwi dostrzeżono już w latach 40. XX w. Od tego czasu przeprowadzono szereg badań, które dostarczyły obszernych dowodów w tym zakresie.
- Badania Epidemiologiczne/Obserwacyjne – Najbardziej znanym badaniem obserwacyjnym jest międzynarodowe i wieloośrodkowe badanie INTERSLAT z końca lat 90. XX w., podczas którego zbadano ponad 10 tys. osób z 52 społeczności, używając spójnej i solidnej metodologii. W analizach wykazano istotny związek między spożyciem soli (ocenianym na podstawie zawartości sodu w dobowej analizie moczu) i ciśnieniem krwi. Oszacowano, że wzrost spożycia soli o 6 g/d w ciągu 30 lat może doprowadzić do wzrostu skurczowego ciśnienia krwi o 9 mm Hg[32]. Przeprowadzono wiele badań[43][44][45][46], które potwierdziły tezę negatywnego wpływu wysokiego spożycia soli na ciśnienie krwi.
- Badania Migracyjne – W badaniach migracyjnych zaobserwowano, iż u osób, które żyją w regionach nieprzemysłowych – według specyficznych dla danej społeczności nawyków kulturowych, gdzie sól spożywa się w niewielkich ilościach – ciśnienie krwi jest niskie i raczej nie zmienia się wraz z wiekiem. Rzadko również występuje nadciśnienie[47]. Znaczący jest fakt, że gdy takie populacje adaptują styl życia krajów rozwiniętych, średnie ciśnienie krwi rośnie i pojawiają się choroby sercowo-naczyniowe[48][49][50].
- Badania Kliniczne – Spośród wielorakich badań interwencyjnych, których celem było określenie, na ile zmiany w nawykach żywieniowych w kontekście sodu mogą być efektywnym działaniem w kierunku zapobiegania i leczenia nadciśnienia, najważniejsze to Trial of Nonpharmacologic Interventions in the Elderly (TONE)[51], Trials Of Hypertension Prevention (TOHP)[52] oraz Dietary Approaches to Stop Hypertension (DASH)[53]. Każde z nich charakteryzuje się solidnymi podstawami metodologicznymi, dużymi próbami badanych pacjentów oraz długim okresem monitoringu. Wszystkie trzy potwierdzają pozytywny wpływ ograniczenia spożycia sodu na leczenie nadciśnienia. Ponadto badanie DASH pokazuje, że połączenie obniżonego spożycia sodu z dietą bogatą w potas i wapń, za to ubogą w tłuszcze i cukry, wzmacnia korzystny efekt działania tego pierwiastka w organizmie. Do dzisiaj w sumie przeprowadzano kilkanaście ścisłych meta-analiz, które podsumowują setki przeprowadzonych badań randomizowanych m.in.[54][55][56][57] Choć wyniki tych metaanaliz nie zawsze są całkowicie spójne z uwagi na różne kryteria doboru analizowanych badań, to jednoznacznie potwierdzają, że redukcja spożycia sodu przynosi pozytywny efekt u osób z nadciśnieniem – patrz Tabela 1. Ponadto badania długookresowe pokazują, iż obniżenie spożycia sodu wspiera terapię farmakologiczną nadciśnienia, pozwalając na lepszą kontrolę ciśnienia krwi i zmniejszając potrzebę stosowania leków[58]. Dyskusyjną kwestią pozostaje to, czy zaobserwowana w przeprowadzonych dotąd badaniach zmiana ciśnienia krwi u osób zdrowych (mniejsza niż u osób z nadciśnieniem) uzasadnia promowanie redukcji sodu na poziomie całej populacji.

| Meta-analiza  | Osoby z Nadciśnieniem  | Osoby z Nadciśnieniem                    | Osoby z Nadciśnieniem                                   | Osoby z normalnym ciśnieniem krwi | Osoby z normalnym ciśnieniem krwi        | Osoby z normalnym ciśnieniem krwi                       |
| Meta-analiza  | Sumaryczna liczba osób | Średnia redukcja spożycia sodu (g/dzień) | Średnia redukcja ciśnienia krwi (skurczowe/rozkurczowe) | Sumaryczna liczba osób            | Średnia redukcja spożycia sodu (g/dzień) | Średnia redukcja ciśnienia krwi (skurczowe/rozkurczowe) |
| Midgley       | 1131                   | 2.2 g                                    | 3.7/0.8* mmHg                                           | 2374                              | 2,9 g                                    | 1/0.1 mmHg                                              |
| Cutler        | 1043                   | 1.75 g                                   | 4.8/2.5* mmHg                                           | 1689                              | 1.75 g                                   | 2.3/1.4* mmHg                                           |
| Gradual       | 2161                   | 2.7 g                                    | 3.9/1.9* mmHg                                           | 2581                              | 3.7 g                                    | 1.2/0.3 mmHg                                            |
| He, MacGregor | 734                    | 1.8 g                                    | 5/2.7* mmHg                                             | 2220                              | 1.7 g                                    | 2/1* mmHg                                               |

Na podstawie. * – zmiana istotna statystycznie.
- Badania Interwencyjne – Na przestrzeni ostatnich dekad przeprowadzono również badania interwencyjne, które w połączeniu z kampaniami edukacyjnymi miały na celu uświadomienie społeczeństw w kwestii niebezpieczeństw związanych z nadmiernym spożyciem sodu. Wybrano kraje z najwyższym odsetkiem chorych osób, m.in. Japonię[59], Portugalię[60] czy Chiny[61]. Badania te pokazują, że dzięki odpowiedniemu ograniczeniu ilości sodu w diecie udało się uzyskać obniżenie średniego poziomu ciśnienia krwi.
- Badania na zwierzętach – Związek wysokiego spożycia soli i wysokiego ciśnienia krwi był zauważany również u wielu gatunków zwierząt m.in. u szczurów, psów, kur, królików czy u szympansów[47].
- Badania genetyczne – W ciągu wielu lat badań starano się zidentyfikować te cechy genetyczne, które w największym stopniu determinują podatność ludzi na nadciśnienie. Powszechnie uważa się, iż za regulację przepływu krwi odpowiada złożony system współdziałających genów[5]. Odkryto między innymi, że dla pewnej grupy osób cechujących się znaczącymi nieprawidłowościami w kontroli ciśnienia krwi, wystarczył tylko jeden defekt genetyczny ścieżki sygnałowej odpowiedzialnej za regulacje stężenia sodu, by wywołać niekorzystne funkcjonowanie całego organizmu[62][63].

##### Fizjologia wpływu stężenia sodu na ciśnienie krwi
Ludzie są ewolucyjnie przystosowani do diety o niskiej zawartości sodu – nie większej niż 0.25 g/d – i są wyposażeni w znakomite mechanizmy zatrzymujące sód w organizmie. Usuwanie dużych ilości tego pierwiastka z moczem, związane ze współczesnymi nawykami żywieniowymi i wysokim poziomem spożycia sodu wynoszącym ok. 4 g/d (czyli 15 razy większy niż pierwotny), jest dużym wyzwaniem dla fizjologicznych procesów regulacyjnych
Mechanizmy, poprzez które sól podnosi ciśnienie krwi, nie są w pełni zrozumiałe. Istnieje jednak wiele dowodów na to, że u osób, u których rozwinęło się wysokie nadciśnienie, zdolność nerek do wydalania sodu jest upośledzona, wskazując na kluczową rolę tego organu. Potwierdzają to eksperymenty z wykonywaną transplantacją nerek zarówno u szczurów, jak i u ludzi. Na przykład wysokie ciśnienie krwi pacjentów z nadciśnieniem tętniczym unormowało się, gdy po usunięciu obu nerek przeszczepiono im organ zdrowego dawcy.
W ogólnej perspektywie uważa się, iż choć nerki potrafią poradzić sobie z nawet bardzo wysokimi stężeniami różnych pierwiastków (w tym sodu), uruchamiając kaskady mechanizmów kompensacyjnych, to jednak trwałe i intensywne współwystępowanie niektórych z nich ostatecznie prowadzi do niezidentyfikowanego zaburzenia całego systemu regulującego i stopniowego podwyższania ciśnienia krwi. Jak zasugerował Guyton, upośledzona natriureza, czyli nadmierne wydalanie sodu z organizmu, może skutkować niewielkim wzrostem objętości krwi, a w konsekwencji wzrostem ciśnienia. Poza tą najprostszą hipotezą, postuluje się też inne, żadna nie została jednak jak dotąd potwierdzona w badaniach prowadzonych na ludziach. Wskazuje się m.in. na istotną rolę współzależności sodu i aldosteronu, który jest związany ze zmianami w strukturze mięśnia sercowego i w obrębie nerek.

#### Współdziałanie potasu i sodu
Wśród czynników, które mogą współwystępować w przypadku nadciśnienia tętniczego, wyróżnia się szczególnie stężenie potasu. Niskie spożycie tego pierwiastka może wzmacniać niekorzystny wpływ sodu na ciśnienie krwi i podwyższać ryzyko wystąpienia chorób sercowo-naczyniowych. Bardziej adekwatnym determinantem nadciśnienia mógłby być więc stosunek K do Na, a nie wyłącznie wpływ pojedynczych pierwiastków. Tym samym niektórzy badacze sugerują, że alternatywnym podejściem do powszechnej redukcji ciśnienia krwi powinno być raczej optowanie za zwiększonym spożyciem potasu niż za działaniami skierowanymi ku agresywnej redukcji spożycia sodu.

#### Problem nadciśnienia w Polsce i na świecie
Przez nadciśnienie rozumie się stan ciśnienia krwi utrzymujący się na poziomie wyższym niż 140/90 mm Hg. Normą natomiast określa się ciśnienie na poziomie mniejszym niż 120/80 mm Hg.
Przewlekłe nadciśnienie uszkadza serce, komórki krwi oraz nerki, podwyższa też ryzyko wystąpienia chorób naczyniowo-sercowych, które są główną przyczyną zgonów na świecie. Nawet 62% zawałów i 49% przypadków choroby wieńcowej serca może być rezultatem podwyższonego ciśnienia krwi. Szacuje się, że ponad miliard ludzi na świecie ma problem z nadciśnieniem, co ma związek z ponad dziewięcioma milionami zgonów rocznie. W Polsce na nadciśnienie choruje, według różnych badań, między 29% a 60% społeczeństwa, czyli co najmniej 8.5 mln osób. W 2011 roku leczonych było ok. 62% spośród nich, ale skutecznie i efektywnie tylko 26%. Choroby układu krążenia są w Polsce główną przyczyną śmiertelności i odpowiadają za ok. 46% wszystkich zgonów, jak również prawie 24% przypadków stwierdzenia niezdolności do pracy. Należy przy tym zwrócić uwagę, że ryzyko pojawiania się chorób sercowo-naczyniowych wzrasta znacząco z wiekiem. Obecne trendy demograficzne wskazują jednoznacznie na starzenie się społeczeństw (szczególnie w krajach wysoko rozwiniętych), co sprawi, że problemy związane z nadciśnieniem staną się jeszcze poważniejsze. Tym istotniejsze są więc działania mające na celu wyeliminowanie w jak najwyższym stopniu „modyfikowalnych” czynników ryzyka, takich jak na przykład poziom spożycia sodu.

#### Bezpośredni wpływ nadmiernego spożycia sodu na choroby układu sercowo-naczyniowego
Nadmierne spożycie sodu podwyższa ciśnienie krwi – jest to fakt potwierdzony przez liczne badania naukowe i w ogólności nie budzi kontrowersji. Z perspektywy zdrowia istotne jest jednak, jak przekłada się to na występowanie chorób sercowo-naczyniowych.
Niestety nie ma dostępnych badań randomizowanych prowadzonych w tej tematyce, dlatego jedyne źródło wiedzy stanowią badania obserwacyjne. Te zaś są obarczone słabościami i ograniczeniami metodologicznymi, których nie da się uniknąć – żadne z nich nie zostało bowiem zaprojektowane specyficznie pod kątem rozstrzygnięcia wpływu sodu na ryzyko wystąpienia chorób układu sercowo-naczyniowego.
W badaniu – na którym swoją rekomendację co do spożycia sodu oparło WHO – ustalono, że w badaniach kohortowych ryzyko udaru i choroby niedokrwiennej serca było o 24% wyższe przy spożyciu sodu powyżej rekomendowanego poziomu.
Z pewnymi wyjątkami wyniki badań obserwacyjnych potwierdzają związek wysokiego spożycia sodu z przypadkami wystąpienia chorób sercowo-naczyniowych. Bazując na danych z projektu INTERSALT, wykazano znaczną pozytywną korelację między wydalaniem sodu z moczem a umieralnością z powodu zawałów w Zachodniej Europie.
Kilka badań wykazało – zarówno u osób z podwyższonym, jak i z unormowanym ciśnieniem – pozytywną korelację między dobowym wydalaniem sodu z moczem a masą lewej komory serca. Przerost lewej komory (Left Ventricular Hypertrophy; LVH) jest zaś znanym czynnikiem ryzyka pojawienia się chorób sercowo-naczyniowych.
Istotny jest efekt nadmiernego spożycia sodu w sytuacji występowania innej choroby, w szczególności związanej z układem nefrologicznym. Wydaje się, że pacjenci z chroniczną chorobą nerek są w szczególności wrażliwi na poziom sodu w organizmie, a dieta nisksodowa wspomaga terapię farmakologiczną.
Przy występowaniu pewnych schorzeń, np. cukrzycy, rekomendacje odnośnie do ograniczenia spożycia soli należy jednak traktować z ostrożnością, gdyż zbyt niski poziom sodu może być również szkodliwy i zwiększać śmiertelność.
Niektóre badania propagują model krzywej J lub U zależności spożycia sodu i śmiertelności. Podają one w wątpliwość rekomendacje ograniczenia spożycia sodu na poziomie populacyjnym. Kontrowersje wynikają między innymi z analizy dużego obserwacyjnego badania PURE (Prospective Urban Rural Epidemiology). Badacze zaobserwowali istnienie „optymalnego zakresu spożycia sodu”, sugerując, że zarówno niskie (<2 g), jak i wysokie poziomy (>4 g) dostarczanego do organizmu pierwiastka mogą być szkodliwe dla zdrowia. Problematyczna w przypadku tego badania jest przede wszystkim odwrócona przyczynowość. PURE nie jest ani kontrolowane, ani randomizowane – z dużym prawdopodobieństwem osoby, które cechowało niskie spożycie sodu, stosowały taką dietę dlatego, że z innych względów były obciążone wysokim ryzykiem chorób sercowych.

### Szkodliwy wpływ nadmiernego spożycia sodu poza chorobami układu sercowo-naczyniowego
Wiele badań naukowych wiąże również nadmierne spożycie sodu z innymi efektami zdrowotnymi niż choroby układu sercowo-naczyniowego, m.in. z chorobami żołądka, nerek, chorobami metabolicznymi czy osteoporozą. Analizy w tym zakresie są zwykle niewystarczające, by jednoznacznie potwierdzić efekt działania sodu, a w szczególności wydawać rekomendacje medyczne na ich podstawie i należy je traktować z ostrożnością do czasu przeprowadzenia dokładniejszych badań.

#### Choroby nerek
Nerki odgrywają jedną z kluczowych ról w utrzymaniu prawidłowej ilości sodu w organizmie, gdyż to tam następuje jego filtracja, reabsorpcja czy decyzja o wydaleniu. Większość teorii powstawania nadciśnienia z powodu sodu zakłada wystąpienie defektu nerek. Niezależnie od tego rozważa się również negatywny wpływ sodu na procesy niezwiązane bezpośrednio z układem krwionośnym, takie jak: białkomocz, kamienie nerkowe czy przewlekła choroba nerek.
Badania wykazały, że stężenie sodu ma wpływ na ilość białka lub ekstraktu albuminy w moczu, która jest ważnym czynnikiem ryzyka dla rozwoju chorób nerek. Ponadto wysokie stężenie sodu może prowadzić do kamicy nerkowej w sposób pośredni – poprzez podwyższone wydalanie wapnia. Zwykle bowiem kamienie nerkowe składają się ze związków wapnia – jego szczawianów lub fosforanów. Usuwanie pierwiastka z organizmu zwiększa się wraz ze spożyciem sodu – każdy 1 gram sodu zwiększa stężenie wapnia w moczu o 26.3 mg. Duże prospektywne badanie kohortowe przeprowadzone na próbie ponad 90 tys. kobiet (trwające ponad 12 lat) wykazało, że spożycie sodu na poziomie 4.9 g/d wiązało się ze zwiększeniem o 30% ryzyka pojawienia się kamieni nerkowych niż w przypadku spożycia na poziomie 1.5 g/d.

#### Choroby żołądka
W raporcie „Food, Nutrition, Physical Activity, and the Prevention of Cancer” znajdują się wyniki sugerujące, że sól może być jedną z przyczyn występowania raka żołądka. Stwierdzenie to bazuje na badaniach, które wiążą spożycie sodu z liczbą śmiertelnych zachorowań na raka żołądka wśród 39 populacji z 24 krajów. Mimo że nie ma dowodów na to, że sól jest kancerogenna, wysokie stężenie sodu prawdopodobnie zwiększa ryzyko zakażenia bakterią Helicobacter pylori. A to leży zarówno u podstaw wrzodów dwunastnicy i żołądka, jak i ich nowotworów. Badania przeprowadzone na zwierzętach wskazują, że może się to odbywać na zasadzie uszkodzenia komórek błony śluzowej żołądka przez nadmierną ilość sodu, co potencjalnie zwiększa ryzyko infekcji oraz prowadzi do uszkodzenia DNA. Metaanaliza siedmiu prospektywnych badań kohortowych obejmujących łącznie niemal 270 tys. uczestników wykazała, że wysokie stężenie sodu w moczu wiązało się ze wzrostem ryzyka zachorowania na raka żołądka o 68% w stosunku do pacjentów z niskim stężeniem tego pierwiastka. Badania obserwacyjne przeprowadzane głównie w krajach azjatyckich również sugerują związek pomiędzy zwiększonym ryzykiem wystąpienia raka żołądka a wysokim spożyciem solonych potraw, marynat oraz przetworzonego mięsa. Badania kliniczno-kontrolne, w których sprawdzano tę zależność, dały jednak mieszane wyniki.
W ogólności więc, mimo że istnieją mocne przesłanki za istnieniem związku nadmiernego spożycia sodu i występowania chorób żołądka, to biorąc pod uwagę wielość czynników, które mogą tu pełnić istotną funkcję oraz brak zakrojonych na szeroką skalę badań randomizowanych, nie można wysnuć jednoznacznych wniosków.

#### Choroby metaboliczne
Niektórzy badacze wskazują też na istnienie zależności między nadmiernym spożyciem sodu i występowaniem zespołu metabolicznego oraz cukrzycy. Mimo to zastosowana metodologia oraz charakter analizy nie pozwalają uznać tej hipotezy za potwierdzoną.

#### Osteoporoza
Kilka badań przekrojowych oraz interwencyjnych wskazuje, iż wysokie spożycie sodu może być szkodliwe dla stanu kości, szczególnie u osób starszych – tym bardziej, gdy towarzyszy diecie ubogiej w wapń. Jak zauważono w przypadku powstawania kamieni nerkowych, spożywany sód jest jedną głównych przyczyn wydalania wapnia z moczem. Efekt ten występuje prawdopodobnie ze względu na fakt, iż obydwa minerały konkurują wzajemnie o reabsorpcję w nerkach. Mogą być za to także odpowiedzialne mechanizmy związane z uwalnianiem parathormonu (PTH). Organizm rekompensuje niedobór wapnia poprzez osłabianie kości, stąd zdaje się, że wysokie spożycie sodu przyczynia się do zmniejszenia ich gęstości.

#### Obrzęk.
Przy wysokim stężeniu sodu w organizmie następuje retencja wody i zwiększenie objętości płynu pozakomórkowego, co może być jedną z przyczyn ogólnoustrojowego obrzęku u kobiet – zarówno cyklicznego, jak i idiopatycznego.

#### Otyłość.
Zwiększone spożycie wysoko przetworzonej żywności o dużej zawartości soli wiąże się często z potrzebą nadmiernego przyjmowania płynów. Zwykle dużą część z nich stanowią napoje słodzone, które przyczyniają się z kolei do otyłości. Pośrednio zatem wysokie spożycie sodu może zwiększać ryzyko występowania otyłości.

#### Pozostałe
Poza wymienionymi powyżej czynnikami niedoboru sodu badano również zależność współwystępowania przeróżnych schorzeń od ilości przyjmowanego pierwiastka. Między innymi wzięto pod uwagę wodobrzusze i refluks, choroby układu oddechowego, układu wydalniczego i nefrologicznego oraz depresję. Analizy w tych obszarach są jednak zwykle niedoskonałe w założeniach, a także narzuca im się wiele ograniczeń. Pozostają przez to wciąż niepotwierdzone szerszymi i dokładniejszymi badaniami lub niespójne. Dla przykładu, niektóre wyniki sugerują, że wysokie spożycie sodu może zwiększać ryzyko wystąpienia astmy. W niektórych populacjach rzeczywiście efekt ten jest widoczny, w innych natomiast zauważono go tylko w przypadku mężczyzn, a w pozostałych w ogóle nie występuje.

## Aspekty populacyjne spożycia soli
Następujące czynniki nadmiernego spożycia sodu decydują o tym, że jest to istotny problem zdrowia publicznego w wielu krajach: 1) znaczący wpływ tego pierwiastka na ciśnienie krwi oraz występowanie nadciśnienia; 2) kluczowy związek z występowaniem poważnych chorób sercowo-naczyniowych; 3) znaczący udział chorób serca w przyczynach zgonów i niepełnosprawności oraz w rosnących kosztach służby zdrowia znacznej części krajów na świecie.

### Rekomendacje
Światowa organizacja zdrowia (WHO) rekomenduje spożycie sodu w dziennej dawce nieprzekraczającej 2 gramów, co odpowiada jednej łyżeczce soli (5 g). Przyjęte przez UE normy wynoszą ok. 2,4 g sodu/dzień (6 g soli), Amerykański Instytut Medyczny natomiast promuje spożycie sodu na poziomie nie większym niż 2,3 g. Rekomendacje te są wynikiem dogłębnej analizy dostępnych dowodów naukowych, uwzględniają także pojawiające się w literaturze kontrowersje.
Zarówno wytyczne dot. diety dla mieszkańców USA z 2015 roku, jak i wytyczne Amerykańskiego Stowarzyszenia Kardiologicznego z 2017 roku zalecają, by osoby, dla których korzystne byłoby obniżenie ciśnienia krwi, czyli w szczególności pacjenci ze stwierdzonym wysokim ciśnieniem prawidłowym (stan przed-nadciśnieniowy) lub nadciśnieniem, stosowały się do diety DASH, zmniejszając spożycie sodu. W podobnym tonie utrzymane są rekomendacje dietetyczne amerykańskiego nadzoru produktów spożywczych i farmakologicznych (FDA). W większości krajów na świecie przyjęte polityki zdrowotne powielają te zalecenia.
W Polsce nadzorowaniem nadmiernego spożycia sodu zajmuje się przede wszystkim Instytut Żywności i Żywienia (IŻŻ), który swoje rekomendacje na ten temat zawarł m.in. w Normach żywienia dla populacji Polski z 2017 roku.

### Szacunki skutków nadmiernego spożycia sodu
Najbardziej kompleksowa z prognoz w tej dziedzinie – wykonana przez grupę naukowców pod kierunkiem Mozaffariana – szacuje, że gdyby światowe spożycie sodu obniżyło się do zalecanego przez WHO poziomu, pozwoliłoby to uniknąć ponad 1,65 mln zgonów rocznie, w tym ok. 17 tys. w Polsce. Faktycznie, ze względu na to, że problem występowania chorób związanych z układem krwionośnym jest w Polsce dużo większy niż w innych krajach europejskich, redukcja spożycia sodu mogłaby przynieść zdecydowane i wymierne efekty.
Ocenia się także, że obniżenie poziomu spożycia soli pozwoliłoby na znaczne zmniejszenie kosztów systemu medycznego. Korzyści liczone są w setkach milionów dolarów w wielu krajach, w tym w Polsce.

### Programy redukcji spożycia sodu
Społeczne programy redukcji spożycia soli mogą być oparte na różnych wyznacznikach i założeniach (co wpływa na ich efektywność): od skupienia się na edukacji konsumentów np. poprzez kampanie społeczne lub informacje na etykietach, przez obligatoryjne lub dobrowolne ograniczenie wykorzystania chlorku sodu do produkcji żywności, a także przez stosowanie soli niesodowych, po wprowadzenie np. podatku celowego od soli. Przykładem mogą być programy stosowane w Finlandii czy w Wielkiej Brytanii, gdzie w ciągu 20 lat i 10 lat zanotowano spadki spożycia sodu odpowiednio na poziomie 20% oraz 15% w skali populacji. Należy jednak zaznaczyć, że choć redukcja jest znacząca, nadal pozostaje ona niewystarczająca z punktu widzenia rekomendacji WHO.
W Polsce program przeciwdziałania redukcji soli nadzoruje Instytut Żywności i Żywienia (IŻŻ), który ogranicza się jednak wyłącznie do akcji edukacyjnych i szacunkowego monitorowania spożycia soli.
WHO alarmuje, że w większości krajów na świecie przeciętne spożycie sodu jest zdecydowanie zbyt duże, średnio nawet dwukrotnie wyższe niż rekomendowane. A dzieje się tak mimo całej dostępnej wiedzy na temat sodu i jego niekorzystnego wpływu na zdrowie, a także mimo pozytywnych przykładów implementacji programów redukcji ilości spożywanej soli. Z tego względu eksperci zachęcają do zdecydowanych kroków w tym kierunku, szczególnie, że można znaleźć przykłady państw, np. USA, gdzie zachowawcze polityki zdrowotne okazały się nieskuteczne.

## Kontrowersje

### Interpretacja i dyskusja nt. wyników badań naukowych
Wpływ sposobu odżywiania na zdrowie, a zwłaszcza szczegółowa analiza przyjmowanych pojedynczych pierwiastków, jest wyjątkowo trudnym zagadnieniem do analizy. Wynika to przede wszystkim z wielości potencjalnych czynników, które mogą wpływać na organizm danej osoby. Należy też wziąć pod uwagę, że niektóre z przeprowadzonych przez lata badań skupiły się na podgrupach, które mogą być bardziej wrażliwe na sól, np. na osobach starszych czy pacjentach ze zdiagnozowanym nadciśnieniem. Ponadto inne czynniki związane z trybem życia, takie jak aktywność fizyczna, spożycie potasu (owoców i warzyw) czy ilość spożywanego alkoholu mają większy wpływ na ciśnienie krwi niż spożycie sodu. Wszystkie związane z tym problemy metodologiczne sprawiają, iż niektórzy badacze nie zgadzają się z ogólnym konsensusem dotyczącym szkodliwości sodu reprezentowanym przez WHO oraz amerykański IOM.
Bezsporny pozostaje fakt, że wysokie spożycie sodu wywołuje podwyższone ciśnienie krwi oraz nadciśnienie. W takich przypadkach korzystne jest stosowanie diety niskosodowej. Kontrowersje pojawiają się natomiast wokół określenia poziomu spożycia sodu, który byłby bezpieczny dla ogółu populacji, czyli przede wszystkim dla osób niedotkniętych żadnym długotrwałym schorzeniem. Według niektórych badaczy obserwowane w społeczeństwie przeciętne spożycie soli niekoniecznie musi być traktowane jako nadmierne i nie pociąga za sobą poważnych konsekwencji dla osoby zdrowej. Co więcej, z innych badań wynika, iż to zbyt mała podaż sodu może się wiązać z podwyższonym ryzykiem śmiertelności lub z pojawieniem się poważnych chorób. Taka zależność oznaczałaby, że istnieje pewien „zakres optymalnego spożycia” sodu i spożywanie zarówno mniejszej, jak i większej ilości wiąże się z negatywnymi efektami zdrowotnymi.

#### Badanie InterSalt
Kontrowersje towarzyszyły już pierwszemu międzynarodowemu i wieloośrodkowemu badaniu poziomu spożycia sodu, czyli pracy INTERSALT z końca lat 80. XX w. Według Godlee najwięksi producenci przetworzonej żywności w odpowiedzi na doniesienia o negatywnym wpływie nadmiernego spożycia sodu na zdrowie podjęli próbę powstrzymania władz od wprowadzania nowych regulacji. Powołali się przy tym na reinterpretację danych z badania INTERSALT. Powstał wówczas tzw. Salt Institute. Autorom oryginalnych badań zarzucano m.in. błędy w analizie statystycznej, choć okazało się, że nie miały one ostatecznie wpływu na charakter wniosków. Sytuacja powtórzyła się ponownie po uzyskaniu przez Salt Institute dostępu do danych jednostkowych. Ostatecznie jednak szczegółowa analiza rozwiała wszelkie wątpliwości i potwierdziła, że w przypadku 10 tys. uczestników z 52 populacji i 32 krajów stężenie sodu jest związane z podwyższonym ciśnieniem krwi.

#### Problemy metodologiczne
Analizując głębiej źródła sporu dotyczącego szkodliwości sodu, należy rozważyć wszystkie problemy metodologiczne oraz dyskusyjne aspekty przeprowadzonych do tej pory setek badań. Podsumowanie przedstawia się następująco:
- dużą część stanowią badania obserwacyjne, w których nie da się uniknąć słabości i ograniczeń. Należy zachować ostrożność przy ekstrapolowaniu wyników na całe społeczeństwo.
- obecnie jedynie całodobowe badanie moczu dostarcza wiarygodnych oszacowań poziomu sodu w organizmie, inne metody zaś mogą być obarczone znaczącymi błędami[162].
- zachodzi efekt odwróconej przyczynowości, który może wpływać na błędną interpretację wyników niektórych badań. Mianowicie niskie spożycie soli może być determinowane wcześniej nabytymi dolegliwościami, wpływającymi jednocześnie na zwiększenie ryzyka wystąpienia chorób serca. Dieta niskosodowa jest w tym przypadku skutkiem, a nie przyczyną schorzeń sercowo-naczyniowych.
- niektóre metaanalizy uwzględniają badania, w których kontrolowany spadek spożycia sodu był niezwykle nagły, co nie odpowiada ani fizjologicznemu zachowaniu ludzkiego organizmu w przeciętnych sytuacjach, ani nie można tego porównać z propozycjami organizacji międzynarodowych (zarówno WHO[4], jak i IOM[33] rekomendują stopniowe i umiarkowane ograniczanie spożycia sodu).
- wiele badań ma bardzo krótki czas zbierania danych do analizy, gdyż autorzy twierdzą, iż długość trwania eksperymentu nie wpływa na zmiany w ciśnieniu krwi, co jest sprzeczne z niektórymi innymi doniesieniami[35].

Badania kohortowe, które oparte są na bardzo dokładnych pomiarach stężenia sodu i sprawdzają efekty w długim okresie oraz metaanalizy badań randomizowanych o podobnej metodologii konsekwentnie pokazują, że obniżenie spożycia sodu wpływa także na obniżenie ryzyka wystąpienia chorób układu sercowo-naczyniowego.
Aby rozstrzygnąć, na ile kontrowersje związane z nadmiernym spożyciem sodu i jego efektami zdrowotnymi są uzasadnione, Instytut Medycyny USA powołał komisję ekspertów, którzy mieli ocenić wiarygodność doniesień w tej kwestii. W raporcie z prac tej grupy naukowców można wyczytać, że:
„Większość dowodów naukowych potwierdza, że wysokie spożycie sodu w diecie związane jest z podwyższonym ryzykiem chorób układu sercowo-naczyniowego. Z uwagi na brak wystarczających danych, nie można wiarygodnie określić, jaki efekt na zdrowie ma umiarkowane lub niskie spożycie sodu (< 2.3g). Nie znaleziono również dostatecznych dowodów, jakoby niskie spożycie sodu mogłoby być szkodliwe dla specyficznych populacji (np. cukrzyków).”
Z drugiej strony, m.in. Graudal uważa, iż:
„istnieje prawdopodobieństwo, że fakt związku spożycia sodu i śmiertelności na skutek chorób sercowo-naczyniowych nie jest zgodny z prawdą. Niektóre badania wskazują bowiem, że nie można przekładać ogólnego związku podwyższonego ciśnienia krwi ze śmiertelnością na efekt czynników, które działają wyłącznie bezpośrednio na ciśnienie krwi. Istnieją bowiem hipotezy, iż np. w przypadku nadmiernego spożycia sodu, organizm uruchamia mechanizmy kompensacyjne, które ograniczają negatywny wpływ wysokiego ciśnienia krwi na śmiertelność. Dotyczy to szczególnie niektórych podgrup pacjentów, np. osób chorych na cukrzycę”.
Badacze, którzy nie zgadzają się z rekomendacjami WHO dotyczącymi spożycia sodu, wskazują na:
- relatywnie mały wpływ redukcji spożycia sodu na ciśnienie krwi u zdrowych osób
- ryzyko pojawienia się znaczących skutków ubocznych związanych z nagłym ograniczaniem spożycia sodu
- istnienie prawdopodobieństwa, że zmniejszenie ciśnienia krwi na skutek spożycia sodu w unormowanych dawkach nie doprowadzi do obniżenia śmiertelności[167]
- istnienie przesłanki, iż niskie spożycie sodu może być związane z podwyższoną śmiertelnością[168]

Na podstawie tych wątpliwości, badacze ci twierdzą, iż nie ma podstaw do wprowadzania zaleceń umiarkowania spożycia sodu dla całej populacji. Według nich, w obliczu niespójnych wyników badań obserwacyjnych, nie można narzucać całemu społeczeństwu zmiany stylu życia, którego korzyści zdrowotne nie są jednoznacznie potwierdzone. Jednocześnie podkreślają, że dla osób zagrożonych chorobami układu sercowo-naczyniowego i z nadciśnieniem – wykluczanie sodu z diety jest zdecydowanie wskazane. Należałoby więc zweryfikować istniejące nieścisłości danych w rozległych badaniach zaprojektowanych pod kątem bezpośredniego związku spożycia sodu z zachorowalnością i śmiertelnością.

#### Przejściowy konsensus
Zachowawcze podejście do tych kontrowersji, podzielane również przez większość organizacji zajmujących się zdrowiem na świecie, proponuje Kotchen:
„Obecny poziom spożycia soli przekracza wszelkie normy i wiąże się z poważnymi efektami zdrowotnymi. Wysokie spożycie soli jest związane z wysokim ciśnieniem krwi oraz zwiększonym ryzykiem wystąpienia chorób sercowo-naczyniowych. Badania eksperymentalne dostarczają wciąż nowych informacji o mechanizmach szkodliwego wpływu soli na zdrowie. W badaniach klinicznych redukcja spożycia soli wiąże się z obniżeniem ciśnienia krwi – w większym stopniu u osób z nadciśnieniem niż u zdrowych. Należy zauważyć, że ograniczone spożycie sodu powoduje lepszą reakcję na leczenie hipotensyjne, w tym na terapię lekową u pacjentów z opornym nadciśnieniem tętniczym. W związku z tym zalecenia dotyczące zmniejszenia wysokiego poziomu spożycia soli dla całej populacji wydają się uzasadnione, chociaż dolny, bezpieczny limit nie został jasno określony. Być może należy uważnie przyglądać się najnowszym wynikom dotyczącym negatywnego wpływu niskiego spożycia soli na układ sercowo-naczyniowy, zwłaszcza przy niektórych schorzeniach (np. cukrzycy typu I lub II oraz zastoinowej niewydolności serca agresywnie leczonej środkami diuretycznymi). Dla tych i innych grup pacjentów odpowiednie mogą być mniej rygorystyczne zalecenia dotyczące redukcji spożycia soli.”
Warto mieć na uwadze, że m.in. Amerykańskie Centrum Kontroli i Zapobiegania Chorobom (CDC; dawniej: Amerykański Instytut Medycyny) zapowiedział na rok 2018 uaktualnienie własnych rekomendacji dotyczących spożycia sodu na podstawie najnowszych wyników badań naukowych.

### Wartości referencyjne
Pewne nieporozumienie odnośnie do wartości referencyjnych spożycia soli tworzą oznaczenia występujące na etykietach żywności w większości krajów na świecie. Sól pojawia się zwykle w towarzystwie innych składników odżywczych. O ile w przypadku np. tłuszczów i białek podane wartości są rekomendowanym poziomem spożycia, o tyle w przypadku soli jest to zwykle maksymalna bezpieczna dawka, która nie powoduje negatywnych efektów zdrowotnych. Innymi słowy, umiarkowane przekroczenie wartości referencyjnych innych składników odżywczych niż sól nie pociąga za sobą negatywnych skutków. W przypadku soli zaś, zgodnie z całą dostępną wiedzą naukową, każdy gram powyżej wartości podanej na etykietach wiąże się z podwyższonym ciśnieniem krwi, a więc może być szkodliwy dla zdrowia.

### Jodowanie soli
Zanim zauważono problem nadmiernego spożycia sodu, dużo istotniejsze zdawały się badaczom konsekwencje niedoboru jodu, który jest jednym z kluczowych mikroelementów odpowiedzialnych za prawidłowe funkcjonowanie tarczycy i rozwój płodu. Próbą rozwiązania tego problemu był program jodowania soli, który okazał się całkowitym sukcesem, obecnie jednak prowadzi do pewnych kontrowersji. Z jednej strony rekomenduje się bowiem obniżenie spożycia soli, a z drugiej – jest to główne źródło suplementacji jodu. Takie podejście może wywoływać nieporozumienie i poczucie niepewności wśród pacjentów oraz konsumentów. Z tego powodu prowadzi się prace nad pogodzeniem tych dwóch sprzecznych sobie celów, np. poprzez jodowanie innych powszechnie stosowanych produktów lub wykorzystanie zamienników soli takich jak niesodowe sole kuchenne.